# 安德里亚·普尔拉伊诺维奇
安德里亚·普尔拉伊诺维奇（1987年4月28日—）生于前南斯拉尔夫克罗地亚杜布罗夫尼克，是一名塞尔维亚男子水球运动员。他在1993年开始练习水球，当时他身边不少人都在练习水球，同时他练习这项运动也是为了提升自身体质。普尔拉伊诺维奇曾于2012年获得塞尔维亚奥委会颁发的年度最佳男运动员奖。2015年，普尔拉伊诺维奇和他人合作成立了一家名为“Keel”的品牌，该品牌专门提供水上运动用品。